# Leopoldov
Leopoldov (in ungherese Újvároska, in tedesco Leopoldstadt) è una città della Slovacchia facente parte del distretto di Hlohovec, nella regione di Trnava.